# Ben Hatskin Trophy
Ben Hatskin Trophy byla hokejová trofej udělovaná každoročně nejlepšímu brankáři sezony ligy World Hockey Association. Trofej byla pojmenována po Bene Hatskinovi, zakladatel Winnipeg Jets. Pouze Ron Grahame získal tuto trofej dvakrát.

## Držitelé Ben Hatskin Trophy
| Rok       | Jméno          | Tým                 |
| --------- | -------------- | ------------------- |
| 1978/1979 | Dave Dryden    | Edmonton Oilers     |
| 1977/1978 | Al Smith       | New England Whalers |
| 1976/1977 | Ron Grahame    | Houston Aeros       |
| 1975/1976 | Michel Dion    | Indianapolis Racers |
| 1974/1975 | Ron Grahame    | Houston Aeros       |
| 1973/1974 | Don McLeod     | Houston Aeros       |
| 1972/1973 | Gerry Cheevers | Cleveland Crusaders |